# Koni, Coasta de Fildeș
Koni este o comună din regiunea Savanes, Coasta de Fildeș.